# I edició dels Premis Sur
Els guanyadors de la 1a edició dels Premis Sur que van ser lliurats en la cerimònia realitzada el 13 de desembre de 2006 a l'Hotel Four Seasons de la ciutat de Buenos Aires i conduïda per Lalo Mir són els següents:

## Premis
- Millor Pel·lícula: : Las manos d'Alejandro Doria
- Millor Opera Prima: El Custodio de Rodrigo Moreno
- Millor Direcció: Alejandro Doria per Las manos
- Millor Guió Original: Daniel Burman per Derecho de Familia
- Millor Guió Adaptat: Mateo Gil i Marcelo Piñeyro per El método
- Millor Actriu: Graciela Borges er Las manos
- Millor Actor: Jorge Marrale per Las manos
- Millor Actriu de Repartiment: María Fernanda Callejón per Sofacama
- Millor Actor de Repartiment: Nazareno Casero per Crónica de una fuga
- Millor Actriu Revelació: Marina Vilte per Una estrella y dos cafés
- Millor Actor Revelación: Nazareno Casero per Crónica de una fuga
- Millor Direcció d'Art: Margarita Jusid per Las manos
- Millor Música Original: Iván Wyszogrod per Crónica de una fuga
- Millor Direcció de Fotografia: Hugo Colace per Una estrella y dos cafés
- Millor Disseny de Vestuari: Beatriz Di Benedetto per Las manos
- Millor Muntatge: Marcela Sáenz per Las manos
- Millor So: Jorge Stavropulos per Las manos i Una estrella y dos cafés
- Millor Pel·lícula Estrangera: Match Point de Woody Allen